# Davis Acoustics
Davis Acoustics est une société française spécialisée dans la fabrication de haut-parleurs et d'enceintes acoustiques.
La société a été fondée en 1986 par Michel Visan (1938-2012), figure bien connue du milieu de l'acoustique puisqu'il a été pendant de nombreuses années directeur technique de SIARE.
Ayant eu dans un premier temps des locaux dans l'est parisien, à Saint-Maur-des-Fossés, la société est aujourd'hui implantée à Troyes.
Olivier Visan, le fils cadet de Michel Visan, est CEO de Davis Acoustics depuis 2014.